# Antônio Maria da Silva Filho
Antônio Maria da Silva Filho (? - ?) foi um político brasileiro.
Foi eleito deputado estadual pelo Partido Libertador (PL) na 37ª Legislatura da Assembleia Legislativa do Rio Grande do Sul, de 1947 a 1951.